# Dăești
Dăești est une commune roumaine située dans le județ de Vâlcea.